# صدا و سیمای خراسان جنوبی

نشان صدا و سیمای مرکز خراسان جنوبی

صدا و سیمای مرکز خراسان جنوبی یکی از مراکز صدا و سیمای جمهوری اسلامی ایران است که در شهر بیرجند فعالیت می‌کند.